# Twinkle

La proteïna Twinkle és un enzim catalític essencial en el procés de replicació de l'ADN mitocondrial. És una helicasa que s'encarrega de separar les dues cadenes complementàries del genoma del mitocondri utilitzant l'energia extreta de la hidròlisi de l'ATP.

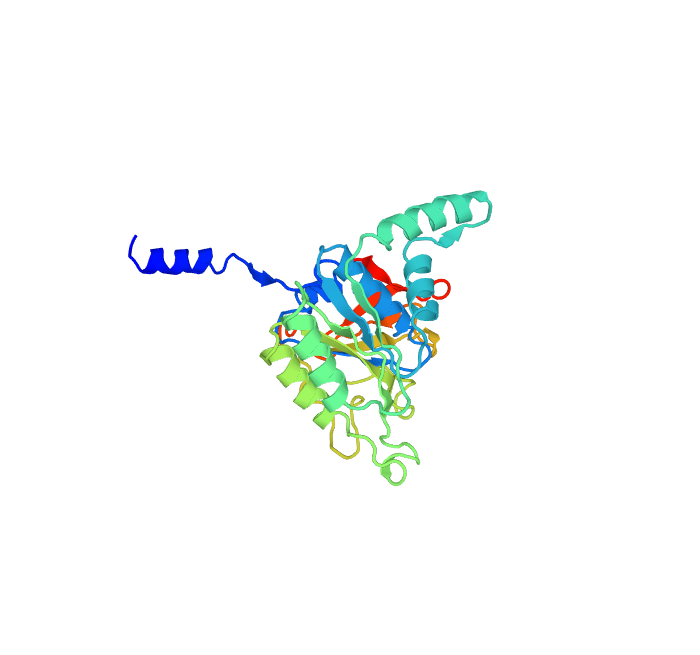
Estructura cristal·litzada de Twinkle. Domini C-terminal (helicasa). Aminoàcids 368-634

| Twinkle             | Twinkle                                    |
| ------------------- | ------------------------------------------ |
| Nom sistemàtic      | ATP phosphohydrolase (DNA helix unwinding) |
| EC Number           | 3.6.4.12                                   |
| Tipus de proteïna   | Helicasa                                   |
| Nombre d'aminoàcids | 684                                        |
| Pes Molecular       | 77,154 kDa                                 |
| Organisme           | Homo Sapiens                               |
| Gen                 | C10orf2 / PEO1                             |

## Localització cel·lular

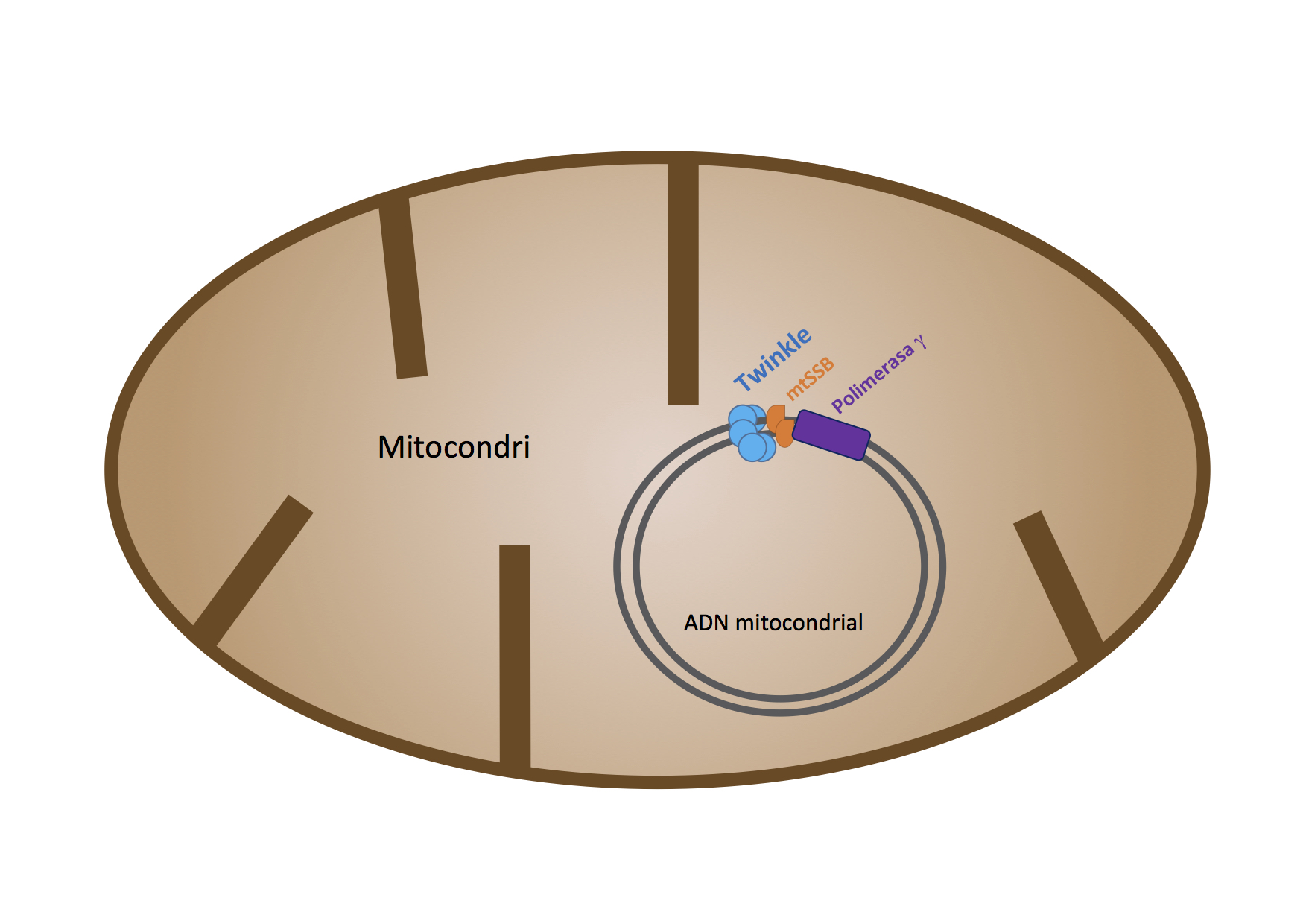
Localització cel·lular de Twinkle dins del mitocondri

L'ADN dels mitocondris inclou 13 gens que codifiquen proteïnes essencials per la viabilitat de la cèl·lula, ja que tenen un paper molt important en el sistema de fosforilació oxidativa que es porta a terme a la membrana interna del mitocondri. A més, el mitocondri té la seva pròpia maquinària enzimàtica dirigida a la replicació de l'ADN mitocondrial. Aquests enzims són les polimerases (POLG) i (POLRMT), la proteïna mtSSB i l'helicasa Twinkle.
L'helicasa Twinkle és codificada al genoma nuclear pel gen C10orf2, i ha de ser exportada al mitocondri després de la seva síntesi al citosol. Per tant, és necessari que hi hagi una acció coordinada entre el genoma cel·lular i el mitocondrial.
La traducció del gen C10orf2 es fa al citosol i dona lloc a un precursor proteic que presenta una seqüència senyal d'uns 30 aminoàcids carregats positivament a l'extrem N terminal. Aquest precursor es dirigeix al mitocondri, on la seqüència senyal és reconeguda per un receptor de la membrana mitocondrial. Mitjançant la translocasa de la membrana externa del mitocondri (TOM), la translocasa de la membrana interna (TIM) i l'ajuda de les xaperones, la proteïna entra a la matriu i un cop a dins, les peptidases tallen el senyal. Finalment, les xaperones pleguen la proteïna per tal que adopti la seva estructura tridimensional i sigui funcional. Quan s'inicia la replicació de l'ADN mitocondrial, la proteïna Twinkle s'uneix al material genètic.

## Estructura
Twinkle está formada per 684 aminoácids i té una estructura aminoàcida homòloga a la proteïna gp4 del bacteriòfag T7. Pertany a les helicases SF4 que tenen capacitat de catalitzar en sentit 5'- 3'.
Està composta per dos dominis connectats a una regió d'anclatge anomenada linker. El primer domini és el N-terminal, que té una activitat primasa i està subdividit en el domini d'unió al Zinc (ZBD) i el domini ARN polimerasa (RPD). La funció del segon domini, el C-terminal, és la d'una helicasa. A més, aquest és responsable de l'oligomerització de la proteïna i ajuda a unir dTTP, la hidròlisi del qual permet la translocació de l'ADN.

Pel que fa a l'estructura quaternària, Twinkle presenta anells hexamèrics que són indispensables per la interacció amb l'ADN. Aquests anells són estable sense la necessitat de cap cofactor com ADN, dNTPs o magnesi.

## Mecanisme i funció
Actualment, el procés de la replicació de l'ADN mitocondrial genera debat dins la comunitat científica i s'han proposat diferents models:  el model de desplaçament de cadena i el model d'incorporació de ribonucleòtids a través de la cadena retardada (RITOLS).
La funció de la proteïna Twinkle dins aquest procés és catalitzar el desenrotllament de les dues cadenes complementàries de l'mtADN mitjançant la hidròlisi de trinuclèotids (dNTPs), controlar el nombre de còpies del genoma mitocondrial i actuar com a primasa.
Estudis de la seqüència primària de Twinkle van demostrar l'homologia d'aquesta amb l'helicasa gp4 del bacteriòfag T7. D'aquesta manera, es pot descriure la funció i el mecanisme de Twinkle mitjançant el model d'actuació de gp4.
Seguint aquesta similitud, s'afirma que Twinkle només realitza la seva funció en substrats en els quals existeix un extrem 5' monocatenari format per un mínim de 20 bases. Aquest és el cas de l'ADN mitocondrial, en el qual Twinkle desenrotlla l'ADN en sentit 5'-3'. El mecanisme consisteix en el fet que la subunitat ZBD reconeix aquesta seqüència específica d'ADN mitocondrial monocatenari i, mitjançant un linker, desplaça la cadena perquè interaccioni amb el centre actiu de RPD. Aquest, genera l'ARN primer, mentre que el ZBD estabilitza la posició de l'ADN. C-terminal s'encarrega d'obrir la cadena bicatenària fins a 55 parells de bases d'ADN. A partir d'aquí, Twinkle actua conjuntament amb la polimersa gamma, codificada pel gen POLG, augmentant l'efectivitat i la velocitat del procés de replicació de l'ADN mitocondrial. L'activitat helicasa és estimulada per mtSSB, una proteïna d'unió cooperativa per a la replicació de la cadena de l'ADN mitocondrial.

## Mutacions i implicacions en malalties
Més de 30 mutacions causants de malalties en humans han estat trobades en el gen codificant de la proteïna Twinkle. La majoria d'aquestes mutacions se situen en el domini linker. S'ha observat que els pacients portadors d'aquestes mutacions presenten un escurçament del DNA mitocondrial que provoca deficiències en la cadena respiratòria i símptomes neuromusculars. Per tal d'entendre l'efecte d'aquestes mutacions s'han realitzat diversos estudis in vivo i in vitro en cèl·lules de Drosophila (Wanrooiji, Goffart et al. 2007) i de mamífer (Matsushima and Kaguni 2007).
Un exemple de malaltia causada per una mutació en el gen PEO1 és l'AdPEO: malaltia d'Oftalmologia Externa Progressiva Autosòmica Dominant. Va ser descrita per primera vegada per Otha Kawashima l'any 1994. Els símptomes que la caracteritzen són debilitat en els músculs externs de l'ull i, per tant, moviments oculars molt limitats. Aquesta deficiència és deguda a una disminució de la quantitat d'ADN mitocondrial en teixits oculars. Els gens nuclears responsables d'aquesta disfunció són POLG1(codificat per polimerasa Pol-y), PEO1 i ANT(ADP/ATP translocasa 1). En el cas de l'helicasa Twinkle les mutacions que generen aquesta malaltia es poden trobar tant en el domini linker com en d'altres.
Una altra malaltia associada a mutacions del gen PEO1 és l'ataxia espinocerebral infantil (IOSCA), una malaltia neurodegeneritava que provoca mort prematura o episodis epilèptics. És produïda per dues mutacions puntuals: Y508C i A318T que també generen disminució de l'ADN mitocondrial.